# Mariann Sæther
Mariann Sæther (* 25. September 1980 in Lillehammer) ist eine norwegische Kanutin, die im Extrem-Kajak und im Kajak-Freestyle zur Weltspitze gehört.
Mariann Sæther kam mit 16 Jahren zum Kanusport. Beim ersten Plattlinger Kanu-Festival konnte sie hinter Jutta Kaiser einen dritten Platz belegen. In Wettbewerben und Rennen errang sie seither mehrere vordere Plätze; dabei feierte sie 2004 und 2007 Siege im Voss Extreme Race, ebenso 2004 im Sweet Boatercross in ihrer norwegischen Heimat; 2005 gewann sie den Level Six Cup in Ottawa. Bei der Weltmeisterschaft 2007 in Kanada erreichte sie den achten Platz.
2003 war sie in den Teams, die als erstes die norwegischen Flüsse Lomsdalen (von der Quelle bis zur Mündung) und Utla im Kajak hinabfuhren. Ebenfalls noch in diesem Jahr war sie die erste Frau, die den Rio Baker und 2005 den Rio Pascua in Chile hinunterpaddelte. Außerdem war sie die erste Frau, welche die norwegischen Wasserfälle im Fluss Laksforsen und den Big Girl-Fall im Fluss Eidsåa im Kajak bezwang.
Im Jahr 2016 wurde Sæther Mutter eines Sohnes.